# 藤井弘之
藤井 弘之（ふじい ひろゆき、1956年5月12日 - ）は、日本の政治家。岐阜県安八郡神戸町長（1期）。

## 来歴
神戸町役場に入庁。副町長などを勤める。
2022年5月31日告示、同年6月5日投票の神戸町長選挙では、無所属新人（元町会議員）の宮嶋健太郎との一騎打ちを制し初当選した
。
※当日有権者数：15,544人 最終投票率：54.44%（前回比：pts）
| 候補者名   | 年齢 | 所属党派 | 新旧別 | 得票数  | 得票率 | 推薦・支持 |
| ---------- | ---- | -------- | ------ | ------- | ------ | ---------- |
| 藤井弘之   | 66   | 無所属   | 新     | 5,294票 | 63.20% |            |
| 宮嶋健太郎 | 41   | 無所属   | 新     | 3,083票 | 36.80% |            |